# Barkam
Barkam (马尔康市S, Mǎ'ěrkāngP) o Markang è una città-contea della Cina, situata nella provincia di Sichuan e amministrata dalla prefettura autonoma tibetana e Qiang di Aba.